# Sajó Sándor (költő)
Sajó Sándor, született Heringer (Ipolyság, 1868. november 13. – Budapest, 1933. február 1.) költő, tanár, drámaíró, tankerületi királyi főigazgató, az MTA levelező tagja.

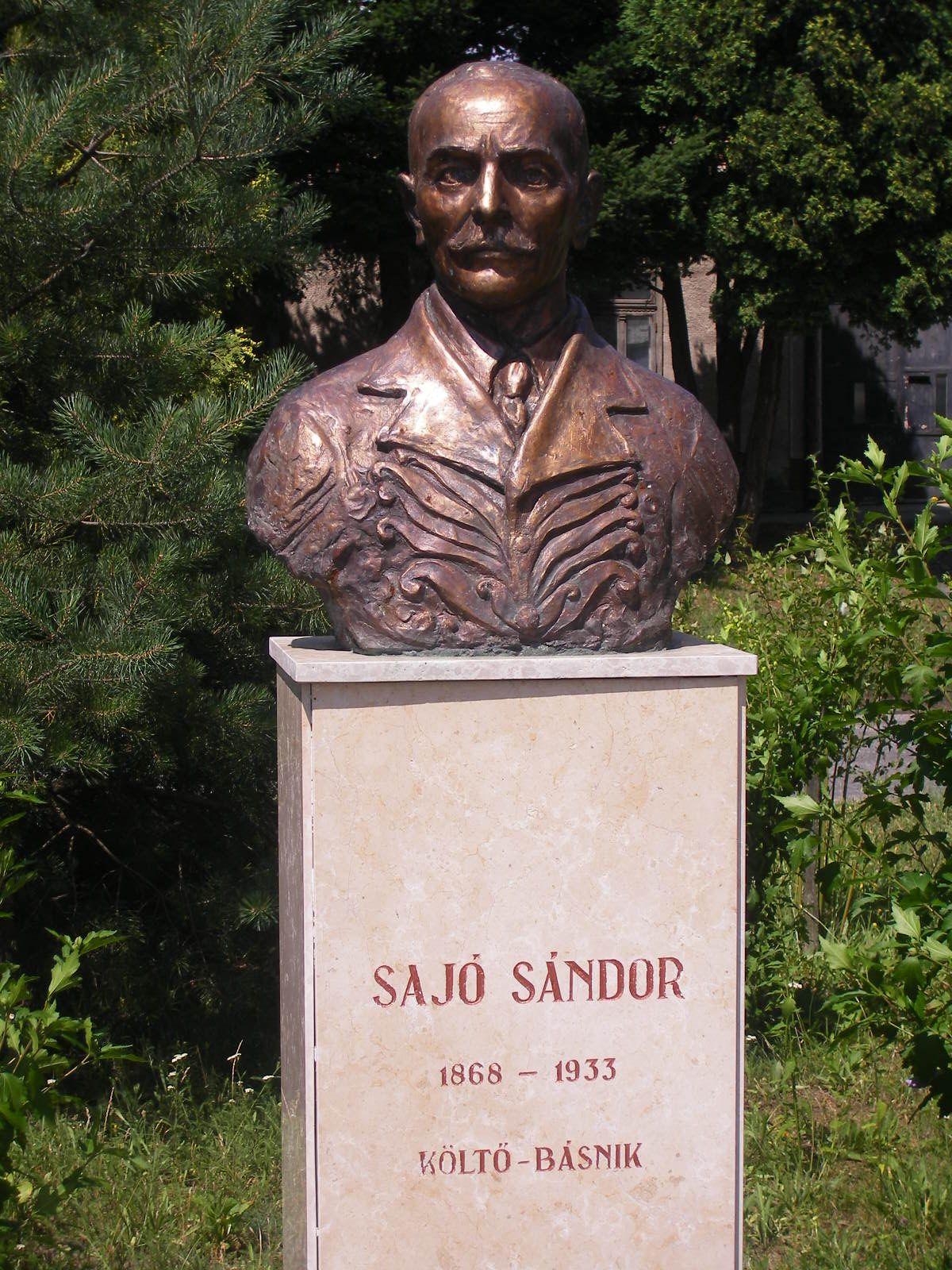
Sajó Sándor mellszobra Ipolyságon

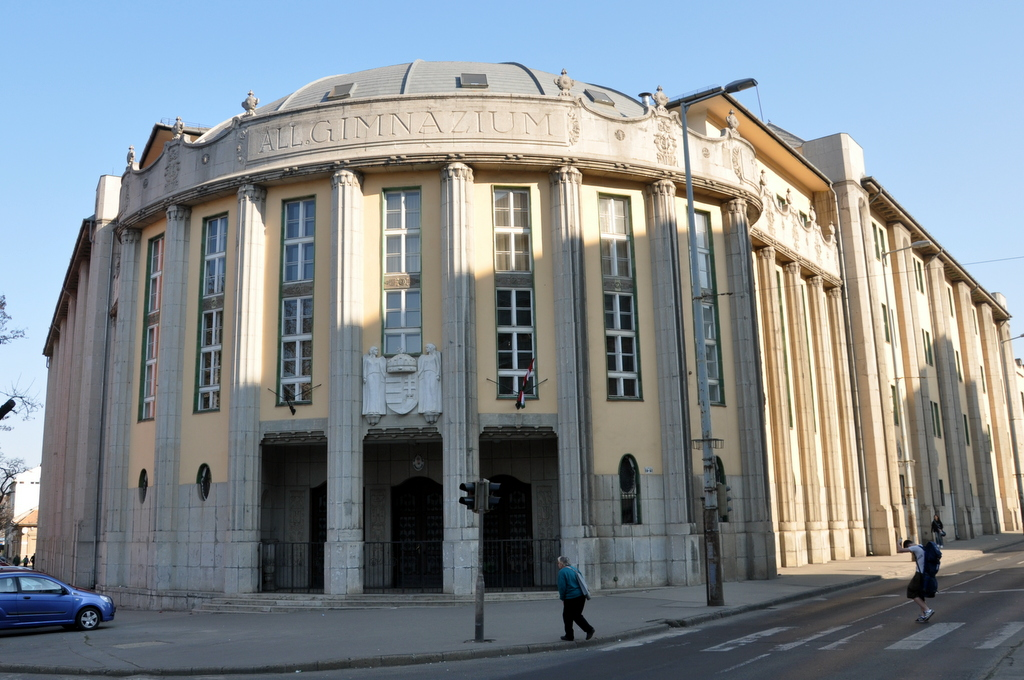
A Szent László Gimnázium, ahol 1917-1930 között volt igazgató

## Élete
Id. Sajó Sándor és Rosnagl Terézia fia. Az elemi iskolát Ipolyságon, középiskolai tanulmányait a selmecbányai evangélikus líceumban végezte. Egyetemi tanulmányait Budapesten folytatta, 1895-ben nyert tanári oklevelet. 1891-től a nyitrai polgári és középkereskedelmi iskolában, 1893-tól az újverbászi gimnáziumban tanított, egy ideig a Verbász és Vidéke című lapot is szerkesztette. 1903 után Budapestre került. Tanította a  magyar és latin nyelvet valamint a szépírást 1903-1918 között a Budapesti III. Kerületi Magyar Királyi Állami Főgimnáziumban. 1917-től 1930-ig a kőbányai Szent László Gimnázium igazgatója volt. Ő volt az Országos Középiskolai Tanáregyesület főtitkára és a Magyar Tanárok Nemzeti Szövetségének elnöke is. 1917-ben tagja lett a Kisfaludy Társaságnak. 1930-ban vonult nyugalomba. A Magyar Tudományos Akadémia 1932-ben választotta levelező tagjává. 1933. február 1-jén a Krisztina körúton a Déli Vasút előtti illemhelyen érte a halál. Neje Delhaes Lujza volt.

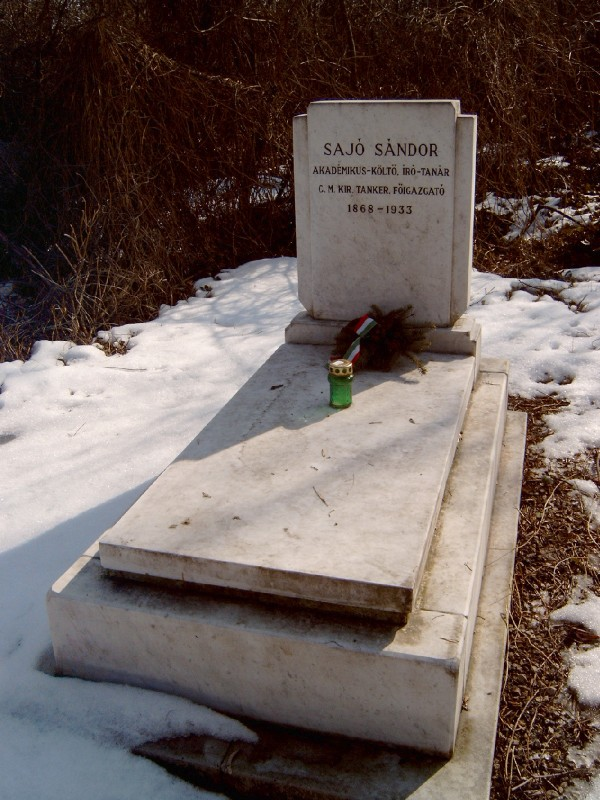
Sajó Sándor sírja Budapesten. Kerepesi temető: 46-2-20.

## Művei
Hazafias és irredenta költemények szerzőjeként vált ismertté. Verseit 1885-től közölték a fővárosi és vidéki újságok, folyóiratok. A "Magyarnak lenni" c. verseskötetében "A vén bolond" c. 1923. évi versében jelent meg először az a verssor, amely azóta szállóigévé vált: "Gyáva népnek nincs hazája".
- Fiatal szívvel (versek, Bp., 1898)
- Útközben (versek, Bp., 1904)
- Zrínyi György házassága (történelmi vígjáték, bemutatta a Nemzeti Színház, 1907-ben)
- Gordonka (versek, Bp., 1910)
- Tegnaptól holnapig (versek, Bp., 1920)
- Magyar versek (Bp., 1922)
- Muzsikaszó (Bp., 1925)
- Gyertyaláng (Bp., 1930)
- Válogatott költeményei (Bp., 1937).
- Az Osztrák–Magyar Monarchia írásban és képben[5] című többkötetes műben Hontmegye ismertetetése [6]

## Emlékezete
- Sajó Sándor, a honszerető költő és pedagógus, (Nemzeti sorskérdések a XX. század Európájában című konferencia előadásai, 2008, Ipolyság) Palóc Társaság évkönyv-sorozata, SikerX Bt. Kiadó, 2009, ISBN 978-963-7082-32-0
- Sajó Sándor-szavalóverseny, Ipolyság
- 2018-ban az óbudai Árpád Gimnáziumban Sajó Sándor-emléktáblát lepleztek le.[7]